# 全南消防本部
全南消防本部（チョンナムしょうぼうほんぶ）は、大韓民国全羅南道を管轄区域とする消防本部である。住所は全羅南道長興郡長興邑北部路138

## 沿革
- 1992年4月2日 - 全南消防本部設置。
- 1999年1月15日 - 消防航空隊を設置。

## 本部組織
- 消防本部長（消防准監）
  - 消防行政課（課長は地方消防正）
  - 防護救助課（課長は地方消防正）
    - 消防航空隊：住所は全羅南道霊巌郡徳津面消防航空隊通99。

## 装備
| - 特殊消防車両：72 - 高架：8 - 屈折：13 - 放水塔：2 - 化学：15 - 生化学：1 - 照明：2 - 救助：12 - 排煙：9 - 除毒：2 - 牽引：3 - 山岳救助：2 - 掘削機：4 | - 一般消防車：362 - ポンプ：209 - タンク：24 - 救急：92 - 巡察：20 - 指揮：10 - 調査：5 - 多目的：2 - 行政車両：68 - 乗用：16 - 貨物：10 - 診断：41 - 装備運搬：1 | - その他 - 救助犬：1 - バス：1 - 給油：1 - 移動整備：1 - 消防ヘリ：2 - 消防艇：1 |

（2010年6月30日現在／全南消防本部公式サイトより）

## 消防署
全南消防本部には13消防署のもと、13現場対応団（消防署と兼用）、119安全センター、119救助隊、1化学救助隊、1山岳救助隊、1消防艇隊がある。

### 組織
- 署長（地方消防正）
  - 消防課（課長は地方消防領）
  - 防護救助課（課長は地方消防領）
  - 現場対応団（団長は地方消防領または地方消防警）
  - 119安全センター（センター長は地方消防警または地方消防尉）
    - 119地域隊

  - 119救助隊（隊長は地方消防警または地方消防尉）：麗水と順天の消防署には119救助隊のほかに、それぞれ化学119救助隊、山岳119救助隊が置かれている。
  - 消防艇隊（隊長は地方消防警）

### 消防署一覧
各消防署及び所属119安全センターの名称、119救助隊の数、消防艇隊の有無は以下の通り。
| 消防署     | 119安全センター                    | 119救助隊 | 消防艇隊 |
| ---------- | ---------------------------------- | --------- | -------- |
| 木浦消防署 | 湖南、京洞、三鶴、連山、智島       | 1         | ×        |
| 麗水消防署 | 召羅、平呂、蓮燈、麗西、鳳山、突山 | 1、化学   | ○        |
| 順天消防署 | 楮田、旺照、蓮香、昇州、求礼、海龍 | 1、山岳   | ×        |
| 羅州消防署 | 二倉、南平                         | 1         | ×        |
| 光陽消防署 | 金湖、広英、光陽                   | 1         | ×        |
| 潭陽消防署 | 谷城、玉果、長城、森渓             | 1         | ×        |
| 宝城消防署 | 宝城、虹橋、高興、道陽             | 1         | ×        |
| 康津消防署 | 長興、冠山                         | 1         | ×        |
| 和順消防署 | 綾州                               | 1         | ×        |
| 海南消防署 | 莞島、珍島                         | 1         | ×        |
| 霊岩消防署 | 霊岩                               | 1         | ×        |
| 霊光消防署 | 弘農、咸平                         | 1         | ×        |
| 務安消防署 | 一老、海際                         | 1         | ×        |